# Беневан-э-Шарбийак
Бенева́н-э-Шарбийа́к (фр. Bénévent-et-Charbillac, окс. Benevent e Charbilhac) — коммуна во Франции, находится в регионе Прованс — Альпы — Лазурный Берег. Департамент коммуны — Верхние Альпы. Входит в состав кантона Сен-Бонне-ан-Шансор. Округ коммуны — Гап.
Код INSEE коммуны — 05020.

## Население
Население коммуны на 2008 год составляло 280 человек.
| 1962 | 1968 | 1975 | 1982 | 1990 | 1999 | 2008 |
| ---- | ---- | ---- | ---- | ---- | ---- | ---- |
| 206  | 223  | 214  | 221  | 221  | 260  | 280  |

## Экономика
В 2007 году среди 163 человек в трудоспособном возрасте (15—64 лет) 116 были экономически активными, 47 — неактивными (показатель активности — 71,2 %, в 1999 году было 72,8 %). Из 116 активных работали 106 человек (58 мужчин и 48 женщин), безработных было 10 (4 мужчины и 6 женщин). Среди 47 неактивных 12 человек были учениками или студентами, 25 — пенсионерами, 10 были неактивными по другим причинам.

## Достопримечательности
- Часовня Петет, фасад часовни — исторический памятник.
- Церковь (XIX век).
- «Дом истории», часть музея под открытым небом.
- Холм «Три креста».
- Пруд Барбейру, остатки старого канала Мал-Кро.
- Римский мост.

## Фотогалерея
- Панорама Беневана
- Часовня Петет
- Холм «Три креста»
- Церковь